# Organização pela Independência Kachin
Organização pela Independência Kachin (birmanês:  ကချင်လွတ်လပ်ရေး အဖွဲ့ချုပ်) é uma organização etno-política kachin em Mianmar (Birmânia), estabelecida em 5 de fevereiro de 1961. Tem um braço armado, o Exército pela Independência Kachin, que opera nos estados de Kachin e de Shan.

## História
Em 1960, dois dissidentes kachins e ex-soldados do Exército da Birmânia, Lamung Tu Jai e Lama La Ring, contataram seu colega dissidente Zaw Seng e fundaram a Organização pela Independência Kachin. Zaw Seng tornou-se o primeiro líder da organização, Zaw Tu tornou-se o primeiro vice-líder, e Lama La Ring tornou-se o primeiro secretário. Eles providenciaram munições à Organização pela Independência Kachin para formar um exército privado de 27 membros.
Em 5 de fevereiro de 1960, o exército privado da Organização pela Independência Kachin invadiu um banco, entre outras atividades. Quando as autoridades birmanesas começaram a responder às ações da organização, muitos jovens dissidentes kachins passaram para a clandestinidade para se juntar à Organização pela Independência Kachin. Um ano depois, em 5 de fevereiro de 1961, o exército privado de 100 homens da organização foi reorganizado no Exército pela Independência Kachin e tornou-se o braço armado da Organização pela Independência Kachin, com Zaw Seng como comandante-em-chefe. Após o golpe de estado birmanês de 1962, a Organização pela Independência Kachin expandiu seu braço armado com novos recrutas, que dissentiram da nova junta militar sob o comando do General Ne Win.
Os soldados do Tatmadaw (forças armadas de Mianmar) lutaram contra insurgentes da Organização pela Independência Kachin por mais de 33 anos até que um cessar-fogo foi negociado entre os dois lados opostos em 1994. O cessar-fogo durou 17 anos até junho de 2011, quando o Tatmadaw voltou a operar contra a organização.
Além de suas principais cidades e corredores ferroviários, as áreas controladas pela Organização pela Independência Kachin / Exército pela Independência Kachin no estado de Kachin permaneceram virtualmente independentes e isoladas do restante de Mianmar de meados da década de 1960 até 1994, com uma economia baseada no comércio transfronteiriço de jade com a China e no tráfico de narcóticos. Em 2005, a Organização pela Independência Kachin mudou sua sede de Pajau para Laiza e estabeleceu uma academia militar e uma escola de treinamento.

## Financiamento
A Organização pela Independência Kachin financia a maioria das atividades de seu braço armado através do comércio transfronteiriço com a China de jade, madeira e ouro. O dinheiro também é levantado através de taxas impostas pela Organização pela Independência Kachin sobre os habitantes locais e o tráfico de drogas. 

### Citações
- Leithead, Alastair (22 de fevereiro de 2010), Burma's Kachin army prepares for civil war, BBC

- Este artigo foi inicialmente traduzido, total ou parcialmente, do artigo da Wikipédia em inglês cujo título é «Kachin Independence Organisation».